# North Barrington (Illinois)
North Barrington es una villa ubicada en el condado de Lake en el estado estadounidense de Illinois. En el Censo de 2010 tenía una población de 3047 habitantes y una densidad poblacional de 240,39 personas por km².

## Geografía
North Barrington se encuentra ubicada en las coordenadas 42°12′28″N 88°7′54″O / 42.20778, -88.13167. Según la Oficina del Censo de los Estados Unidos, North Barrington tiene una superficie total de 12.68 km², de la cual 12.01 km² corresponden a tierra firme y (5.23%) 0.66 km² es agua.

## Demografía
Según el censo de 2010, había 3047 personas residiendo en North Barrington. La densidad de población era de 240,39 hab./km². De los 3047 habitantes, North Barrington estaba compuesto por el 93.47% blancos, el 0.53% eran afroamericanos, el 0% eran amerindios, el 3.87% eran asiáticos, el 0% eran isleños del Pacífico, el 0.53% eran de otras razas y el 1.61% pertenecían a dos o más razas. Del total de la población el 2.36% eran hispanos o latinos de cualquier raza.